# Persoonsbewijzencentrale
De Persoonsbewijzencentrale (PBC) was een Nederlandse ondergrondse organisatie die tijdens de Tweede Wereldoorlog het verzet en onderduikers voorzag van vervalste persoonsbewijzen en andere officiële documenten. De PBC was in de zomer van 1942 opgericht en was uiteindelijk uitgegroeid tot de grootste vervalsingsorganisatie van Nederland. De groep heeft in totaal 80.000 vervalste persoonsbewijzen vervaardigd. Vanaf begin 1944 begon de PBC ook met het produceren van valse tweede distributiestamkaarten, die nodig zijn om distributiebonnen voor onderduikers te krijgen. Onder leiding van Gerrit van der Veen vormde Walter Brandligt, Violette Cornelius, Maarten van Gilse, Nel Hissink, Dio Remiëns en Guusje Rübsaam de kern van deze groep.
De groep begon met het vervalsen van persoonsbewijzen naast de studio van de schrijver Eduard Veterman, die op hetzelfde idee was gekomen; zij wisten echter van elkaars activiteit niet af. Veterman en Van der Veen hanteerden grotendeels dezelfde technieken; beiden wisten het benodigde lettertype te bemachtigen door bestellingen van gefingeerd drukwerk en bootsten het watermerk op soortgelijke wijze na.
Van der Veen had echter een grotere organisatie achter zich, Groep 2000, en had grotere ambities. Om te beginnen vond hij een drukker, Frans Duwaer, die erin slaagde persoonsbewijzen op grote schaal te produceren.
Daarbij liet Van der Veen het niet. Met zijn Knokploeg pleegde hij overvallen om blanco persoonsbewijzen in handen te krijgen, alsmede wat verder nog voor onderduikers nodig was, van bonkaarten tot en met het vernietigen van persoonskaarten.
Daartoe beraamde hij op 27 maart 1943 de aanslag op het Amsterdamse bevolkingsregister. Het grootste deel van de groep werd gearresteerd. Daarna zijn zes overvallen beraamd om gevangen medestrijders vrij te krijgen. De uiteindelijke overval op het Huis van Bewaring I in Amsterdam in mei 1944 mislukte echter. De meeste betrokkenen zijn bij Overveen gefusilleerd.